# Lumbricillus magdalenae
Lumbricillus magdalenae is een ringworm uit de familie van de Enchytraeidae. De wetenschappelijke naam van de soort is voor het eerst geldig gepubliceerd in 1965 door Nurminen.